# Nikolai Alexandrowitsch Menschutkin

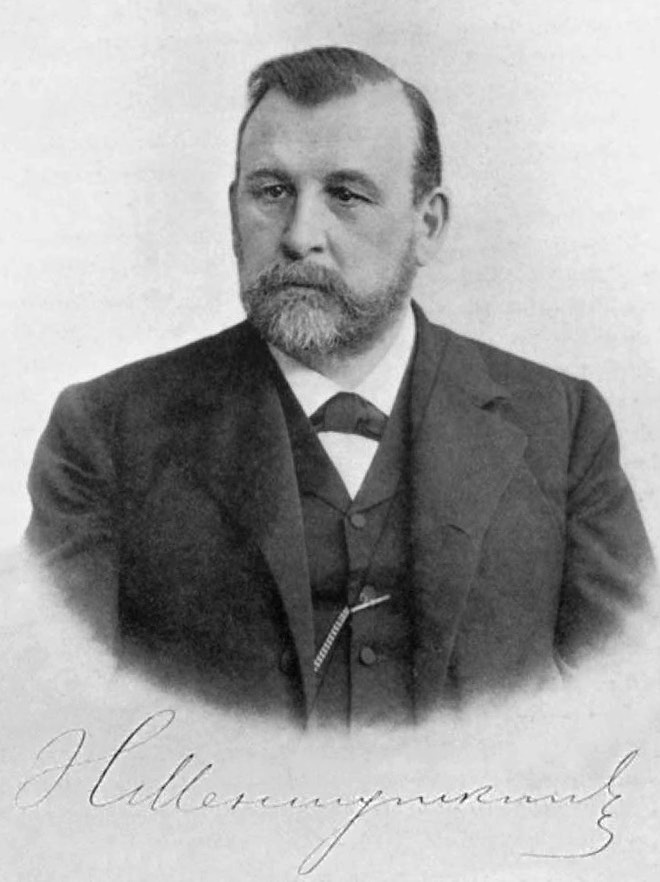
Nikolai Menschutkin

Nikolai Alexandrowitsch Menschutkin, russisch Николай Александрович Меншуткин (* 24. Oktober 1842 in Sankt Petersburg; † 5. Februar 1907 ebenda) war ein russischer Chemiker.
Menschutkin war ein Kaufmannssohn und studierte ab 1859 Naturwissenschaften – besonders Chemie – an der Universität Sankt Petersburg. Nach der Promotion 1862 (Kandidatentitel) studierte er weiter in Tübingen, Paris und Marburg. 1865 war er wieder an der Universität St. Petersburg, erhielt 1866 den Magister-Abschluss, war Dozent für analytische Chemie und habilitierte 1869 (russischer Doktortitel). 
Am 6. März 1869 hielt Menschutkin für seinen Lehrer Mendelejew einen Vortrag vor dem Kongress der erst 1868 gegründeten Russischen Chemischen Gesellschaft. Der Titel lautete: „Die Abhängigkeit der chemischen Eigenschaften der Elemente vom Atomgewicht“. Darin wurde das Periodensystem der Elemente erstmals öffentlich vorgestellt. Mendelejew selbst war an dem Abend verhindert, weil er auf seinem Landgut in Twer weilte, so blieb ihm die gleichgültige Reaktion der Zuhörer erspart. Ihm gebührt (zusammen mit Lothar Meyer) der Ruhm der Entdeckung des Periodensystems.
Nach seiner Habilitation wurde er Professor für Technische und Analytische Chemie und ab 1886 auch für Organische Chemie an der Universität. Ab 1902 war er zusätzlich Professor am Polytechnikum.
Er untersuchte die Abhängigkeit der Reaktionsgeschwindigkeit und -ausbeute bei der Veresterung von der Struktur der beteiligten Alkohole und Säuren. Das dehnte er auf andere organische Reaktionen aus und fand die Abhängigkeit der Reaktionsgeschwindigkeit vom Lösungsmittel (siehe Lösungsmitteleinfluss). 
Bekannt ist er auch für die Menschutkin-Reaktion zur Synthese quartärer Ammoniumsalze.